# Feels like love
«Feels Like Love» (Se Siente Como El Amor) es el título del cuarto sencillo del tercer álbum oficial de The Cheetah Girls, The Cheetah Girls: One World. La canción es el cuarto sencillo de la banda sonora más reciente, así como la primera canción del álbum. Esta canción Cheetah Girls es para ser presentada en una película, y no está con la ayuda vocal de Raven-Symoné.

## Video musical
El vídeo musical aún no ha sido lanzado totalmente solo hay una preview del video en YouTube para promocionar el DVD de The Cheetah Girls: One World Extended Music Edition.

## Lanzamientos

### Sencillo
- El sencillo esta ahora disponible en el CD de The Cheetah Girls: One World.

### Video
- El vídeo será lanzado junto con en el DVD de The Cheetah Girls: One World Extended Music Edition.